# 弗拉基米尔·尼古拉耶维奇·诺维科夫
弗拉基米尔·尼古拉耶维奇·诺维科夫（俄语：Влади́мир Никола́евич Но́виков，羅馬化：Vladimir Nikolayevich Novikov，1907年11月23日（12月6日）—2000年7月21日），苏联政治家，曾担任苏联部长会议副主席、苏联国家计划委员会主席、最高国民经济会议主席。